# デイム
デイム（英語: Dame）は、英語における女性の敬称の一つで、ナイトに相当する叙勲を受けた女性に対して使用する。
聖ヨハネ騎士団ブランデンブルク代官管轄区、聖墳墓騎士団、バス勲章、聖マイケル・聖ジョージ勲章、ロイヤル・ヴィクトリア勲章、大英帝国勲章のデイムコマンダーまたはデイムグランドクロスの叙勲を受けた女性がデイムと呼ばれる。ナイト・バチェラー（騎士団への入団を伴わないナイトの叙任）の制度は女性にはないため、デイムと呼ばれる女性は全て騎士団に入団している。ガーター勲章やシッスル勲章の叙勲を受けた女性には、デイムではなくレディの称号が与えられる。
デイムの敬称は、名のみ、またはフルネームに対して使用され、姓のみに対しては使用されない。これは、サー(Sir)と同じである。

## 歴史
正式に女性を受け入れた最初の騎士団は、1381年にブルターニュ公ジャン5世が創設したアーミン騎士団だった。ただし、それよりかなり前から女性の「ナイト」は世界各地に存在した。
馬上試合に実際に参加した女性としてアグネス・ホト（1378年生）の名前が伝わっているが、それ以外にも参加した女性は存在した。
男性のナイトとは異なり、中世において女性が戦いに参加したり、兵士の大隊を指揮したりすることは事実上ほぼなかったが、例外もある。最も有名なのはジャンヌ・ダルクである。鎧をつけた女性や軍隊を指揮した女性もおり、正式に騎士団の団員となった女性もいた。ロンバルディア公爵夫人ガイタ（別名シケルガイタ）は、甲冑を着用して戦闘に参加し、夫でノルマン人傭兵のロベルト・イル・グイスカルドと一緒に馬に乗っていた。レスター伯爵夫人ペトロニラ・デ・グランメニルは、甲冑を着用し剣と盾を持って、イングランド王ヘンリー2世の侵攻から土地を守った。彼女とその夫は、ヘンリー2世に対する1173年の反乱に参加した。しかし、これは彼女らが男性のように公式にナイトに叙されたという意味ではない。
以前は、ナイトの妻にはデイムの敬称をつけていたが、この用法は17世紀にレディに置き換えられた。
ナイトと同等のデイムの称号は、大英帝国勲章で1917年の創設時に導入され、その後1936年のロイヤル・ヴィクトリア勲章、ついで聖マイケル・聖ジョージ勲章、1971年にバス勲章に導入された。